# Furulund, Karlslund och Solhem
Furulund, Karlslund och Solhem är en bebyggelse i Göteborgs kommun. Vid SCB ortsavgränsning 2020 klassades den som en småort.